# Numeración D'ni
Nota: Los detalles de ficción de la franquicia Myst relatados a continuación serán tratados como hechos.
Se conoce como Numeración D'ni el sistema de numeración de base-25 usado por los D'ni, descrito en los juegos de ordenador Riven y Uru: Ages Beyond Myst, y en las novelas de Myst de Cyan.
Se sugiere que no se lea este artículo o se mire a la ilustración que se adjunta hasta que se haya finalizado el juego Riven. El acceso a una parte significativa de este juego requiere la deducción del significado de los símbolos numerales y sus valores. Estos números aparecen también en Myst III: Exile. Finalmente, el significado de los numerales del 1 al 8 se describen mucho más detalladamente en la Edad de Relto, en el juego Uru: Ages Beyond Myst.

## Descripción
Aunque el sistema numeral tiene base 25, todos los números se derivan de 5 glifos básicos, cuya representación tiene como valores los primeros 5 números (del 0 al 4). El resto de números se forman mediante la combinación y alteración de éstos glifos. 
Cada número puede estar formado por la combinación de uno o más glifos básicos. Si está formado por la combinación de dos, uno de los glifos se representará con una rotación de 90° en sentido contrario a las agujas del reloj; si está formado por uno, representará a los números de (0 a 4) si el glifo no presenta rotación o representará a los números (5, 10, 15 y 20) si presenta rotación. Esta rotación, por tanto, implica que el glifo rotado incrementa su valor 5 veces y se suma al valor del glifo no rotado. Es, en cierto sentido, una numeración de base-25 pero solo con 5 glifos. 
El mayor número que se puede formar así está compuesto por la combinación de dos glifos del 4 (uno de ellos rotado) que representa el 24. Los números superiores a éste se representan por más de un dígito, al estilo usual en la numeración arábiga (los números más representativos a la izquierda).

Conversión de decimal a D'ni:
Para convertir un número decimal d a D'ni dividiremos sucesivamente en decimal por 25. El resto de la primera división serán las unidades Dn'i; el resto de la segunda, las decenas. Así hasta que el cociente obtenido sea inferior a 1. Por ejemplo: 127
- 127 entre 25 obtiene 5 de cociente y 2 de resto.
- 5 entre 25 obtiene 0 de cociente y 5 de resto.
- El número 127 en D'ni estará formado por la yuxtaposición de los glifos 5 y 2.
- 1867 entre 25 obtiene 74 de cociente y 17 de resto.
- 74 entre 25 obtiene 2 de cociente y 24 de resto.
- 2 entre 25 obtiene 0 de cociente y 2 de resto.
- El número 1867 en D'ni estará formado por la yuxtaposición de los glifos 2, 24 y 17.

Hay dos números adicionales, que son más bien de carácter cultural que pertenecientes al sistema numérico D'ni. El primero de ellos es una representación del número 25 pero con un solo dígito (el 25, por tanto, tiene una representación dual). Esta representación viene dada porque los D'ni utilizan los 
números para mostrar grados de completitud (así como nosotros usamos los porcentajes). Así, cuando algo está al 100%, en D'ni se diría que esta "al 25".
El otro número es el "cero cíclico". Se usa en circunstancias donde los números progresan de forma cíclica, como en la esfera de un reloj (como para nosotros las 24h son las 0h). El primer segundo, por tanto, de un minuto D'ni viene representado por este símbolo.

## Gráfico resumen

Resumen de números D'ni (chiffre/s se traduce del francés como cifra).